# Francisco Caló
Pour les articles homonymes, voir Calo.
Francisco Caló, de son nom complet Francisco António Galinho Caló, est un footballeur portugais né le 5 septembre 1946 à Montemor-o-Novo. Il évoluait au poste de défenseur central.

## Biographie

### En club
Francisco Caló commence sa carrière senior au Sporting Portugal, il découvre la première division portugaise lors de la 1965-1966. Les Lions remportent le titre de Champion du Portugal à la fin de l'exercice,,.
En manque de temps de jeu, il est prêté à l'União de Tomar lors de la saison 1968-1969,,.
De retour au Sporting, il est titulaire lors du nouveau titre de Champion du Portugal 1969-1970,,.
Francisco Caló remporte également la Coupe du Portugal en 1971 sous les couleurs du club lisboète,,.
En 1974, il rejoint l'Atlético CP qu'il représente durant une unique saison,,.
Il raccroche les crampons après une dernière saison 1975-1976 au GD Estoril-Praia,,.
Il dispute un total de 121 matchs pour 2 buts marqués en première division portugaise,. Au sein des compétitions européennes, il dispute 3 matchs en Coupe des clubs champions, 4 matchs en Coupe des vainqueurs de coupes et 5 matchs en Coupe des villes de foires pour aucun but marqué.

### En équipe nationale
International portugais, il reçoit une unique sélection en équipe du Portugal en 1971. Le 13 octobre, il joue un match contre l'Écosse dans le cadre des qualifications pour l'Euro 1972 (défaite 1-2 à Glasgow).

## Palmarès
Sporting
- Championnat du Portugal (2) :
  - Champion : 1965-66 et 1969-70.

- Coupe du Portugal (1) :
  - Vainqueur : 1970-71.